# Џони Секстон
Џони Секстон (енгл. Jonny Sexton; 11. јул 1985) ирски је професионални рагбиста, који тренутно игра за Ленстер рагби. Секстон игра на позицији број 10 - отварач (енгл. Fly half) и један је од најбољих играча на свету на овој позицији.

## Биографија
Рођен је у Даблину, главном граду Републике Ирске 11. јула 1985. Дебитовао је за Ленстер рагби 2006. и играо је за овај ирски рагби гигант све до 2013. када је прешао у француски клуб Расинг 92. Са Ленстером је освојио две титуле Про 12 (2008, 2013), једну титулу челинџ куп-а (2013) и три титуле шампиона Европе (2009, 2011, 2012). Џони Секстон и Брајан О'Дрискол су били убитачан тандем у линији Ленстера. Секстонови највећи квалитети су прецизан шут, прецизан пас и преглед игре. После две године проведене у Француској, 2015. године, се вратио у Ленстер рагби. За ирску репрезентацију дебитовао је 2009. против Фиџија и са њом освојио две титуле Куп шест нација. Био је део екипе Британски и ирски лавови на успешној турнеји у Аустралији 2013. године.